# Inthanopsyche trimeresuri
Inthanopsyche trimeresuri är en nattsländeart som beskrevs av Malicky 1989. Inthanopsyche trimeresuri ingår i släktet Inthanopsyche och familjen böjrörsnattsländor. Utöver nominatformen finns också underarten I. t. angkangensis.